# Divehi
El divehi, conegut com a mahl a Minicoi, és una de les llengües indoàries. És oficial a les Maldives. Es calcula que té prop de 350,000 parlants nadius i s'han trobat inscripcions almenys del segle viii. Té una fonologia basada en l'oposició de vocals llargues o breus i consonants simples i geminades, que es combinen en grups de dos o tres sons per a formar síl·labes. El divehi té declinacions i set casos, així com dos sistemes diferents d'expressar els numerals. Existeixen tres nivells de parla formal ben diferenciats.
L'idioma divehi de les Maldives està emparentat amb el singalès de Sri Lanka i aquestes dues llengües mostren les característiques de provenir d'un tronc comú.
El divehi s'escriu amb l'alfabet Tāna, derivat de la numeració aràbiga oriental.